# DerrickOS
DerrickOS byl freeware hobby 32bitový operační systém pracující v chráněném režimu, naprogramován v FASM. Byl zaměřen na stabilitu a rychlost a mohl běžet na velmi pomalých počítačích (i na 80386DX s EGA a 4 MB paměti RAM). Spustit ho bylo možné z diskety, součástí byl shell spolu s některými funkcemi, jako je CPUID a detekce rychlosti procesoru, anglická QWERTY klávesnice apod. Vyšly celkově dvě verze, první 0.0.1 4. září 2008 a poslední 17. prosince 2008. Ta opravovala chyby a přidávala několik vylepšení. DerrickOS byl k dispozici ve slovenském a anglickém jazyce a plně podporoval Kamenického kódování textu. Uživatelské programy nebyly v době zániku k dispozici.